# دامبو
دامبو (به انگلیسی: Dumbo) فیلم انیمیشن آمریکایی در ژانر فانتزی است که در سال ۱۹۴۱ به تهیه‌کنندگی والت دیزنی و کارگردانی بن شارپستین ساخته شد. نخستین نمایش فیلم توسط آر.ک. ئو پیکچرز در ۲۳ اکتبر ۱۹۴۱ و در نیویورک بود. دامبو به عنوان چهارمین پویانمایی در مجموعه کارهای کلاسیک دیزنی محسوب می‌شود. داستان فیلم، درباره بچه فیلی در سیرک است که به خاطر گوش‌های بزرگش مورد تمسخر قرار می‌گیرد. او به کمک بهترین دوستش، می‌فهمد که می‌تواند با گوش‌هایش پرواز کند. دامبو جایزه اسکار بهترین موسیقی فیلم را دریافت کرد.
علی‌رغم جنگ جهانی دوم، دامبو در گیشه بسیار موفق کرد و موفق‌ترین فیلم دیزنی در دهه ۱۹۴۰ شد. فیلم با نقدهای مثبت منتقدان نیز همراه بود و داستان، شخصیت‌پردازی و موسیقی تمجید شد. در سال ۲۰۱۷، این فیلم در فهرست ملی ثبت فیلم توسط کتابخانه کنگره از نظر زیبایی و فرهنگی انتخاب شد.
در ۲۹ مارس ۲۰۱۹، لایواکشن دامبو که اقتباسی از این پویانمایی است، اکران شد.